# المفوضية السامية للأمم المتحدة لشؤون اللاجئين
المفوضية السامية للأمم المتحدة لشؤون اللاجئين (المفوضية السامية للأمم المتحدة لشؤون اللاجئين "UNHCR")، وتعرف اختصارًا باسم (مفوضية اللاجئين)، هي إحدى منظمات الأمم المتحدة. أنشأت بهدف حماية ودعم اللاجئين، بطلب من الأمم المتحدة نفسها،. وتساهم اللاجئين في إتمام عودتهم الاختيارية إلى أوطانهم، أو الاندماج في المجتمعات المستقبِلة، أو إعادة التوطين لبلد ثالثة.
يقع مقر المفوضية في جنيف، سويسرا، ولها مكاتب تمثيل في العديد من البلدان حول العالم. حصلت على جائزة نوبل للسلام عامي 1954 و1981.

## تاريخ المفوضية
نشأت المفوضية السامية للأمم المتحدة لشؤون للاجئين في أعقاب الحرب العالمية الثانية بهدف مساعدة الأوروبيين النازحين نتيجة لذلك الصراع. وبروح من التفاؤل، فقد تم تأسيس مكتب مفوض الأمم المتحدة لشؤون اللاجئين في 14 ديسمبر/كانون الأول 1950 من قبل الجمعية العامة للأمم المتحدة لولاية مدتها ثلاث سنوات لاستكمال عمله ومن ثم حله. وفي في 28 يوليو/تموز من العام التالي، تم اعتماد اتفاقية الأمم المتحدة المتعلقة بوضع اللاجئين - وهي الأساس القانوني لمساعدة اللاجئين والنظام الأساسي الذي يوجه عمل المفوضية.
وبحلول عام 1956 واجهت المفوضية أولى حالات الطوارئ الرئيسية، والمتمثلة بتدفق اللاجئين عندما سحقت القوات السوفييتية الثورة المجرية. وفي ستينيات القرن الماضي، أنتج إنهاء الاستعمار في إفريقيا أولى الأزمات العديدة للاجئين في القارة والتي تحتاج لتدخل المفوضية. وعلى مدى العقدين التاليين، كان على المفوضية تقديم المساعدة في أزمات نزوح في آسيا وأمريكا اللاتينية. ومع نهاية القرن نشأت مشاكل جديدة للاجئين في إفريقيا وظهرت موجات جديدة من اللاجئين في أوروبا نتيجة لسلسلة من الحروب في منطقة البلقان.
وقد شهدت بداية القرن الحادي والعشرين تقديم المفوضية المساعدة للاجئين مع بزوغ الأزمات الكبرى في إفريقيا، مثل جمهورية الكونغو الديمقراطية والصومال، ومشكلة اللاجئين الأفغان في آسيا والتي امتدت 30 عاماً. في الوقت نفسه، طلب من المفوضية استخدام خبراتها لتقديم المساعدة أيضاً للعديد من النازحين داخلياً بسبب النزاع. كما وسعت المفوضية بشكل أقل وضوحاً دورها في مساعدة الأشخاص عديمي الجنسية، وهي مجموعة تم تجاهلها إلى حد كبير ويبلغ عددها الملايين من الناس وهي مهددة بخطر الحرمان من الحقوق الأساسية لأنها لا تملك صفة المواطنة. وفي بعض أجزاء من العالم مثل إفريقيا وأمريكا اللاتينية، تم تعزيز الولاية الأصلية لعام 1951 بالاتفاق على الصكوك القانونية الإقليمية.
في عام 1954، فازت المنظمة الجديدة بجائزة نوبل للسلام لعملها الرائد في مساعدة اللاجئين من أوروبا. وكان قد تم تمديد ولايتها حتى نهاية العقد آنذاك. وبعد أكثر من ربع قرن، حصلت المفوضية على نفس الجائزة في عام 1981 لما عرف بتقديم المساعدة للاجئين في جميع أنحاء العالم، مع الإشارة إلى العقبات السياسية التي تواجه المنظمة. وقد ارتفع عدد موظفي المفوضية من 34 فقط في بداية تأسيسها إلى 7,190 موظف محلي ودولي، بمن فيهم 702 موظف يعملون في مقر المفوضية بجنيف. وتعمل المفوضية في 123 بلداً في 124 موقع عمل كالمكاتب الإقليمية والفرعية إضافة إلى 272 مكتب ميداني يقعون في كثير من الأحيان في مناطق نائية.
وقد نمت ميزانية المفوضية من 300,000 دولار أمريكي في السنة الأولى إلى أكثر من 3.32 مليار دولار أمريكي في عام 2011. وهناك أكثر من 43 مليون لاجئ ونازح حول العالم. وتتعامل المفوضية الآن مع 36.4 مليون شخص ممن تعنى بأمرهم: 15.6 مليون نازح داخلياً و 10.4 مليون لاجئ و2.5 مليون عائد و 6.5 مليون شخص من عديمي الجنسية وأكثر من 980,000 شخص من طالبي اللجوء و400,000 شخص آخر ممن يقعون في دائرة اهتمامها.
هذه المنظمة التي حددت ولايتها بثلاث سنوات عند تأسيسها لحلّ مشكلة اللاجئين احتفلت مؤخراً بمرور 60 عاماً على تأسيسها، وهي تدرك أنه من غير المحتمل أن تزول الاحتياجات الإنسانية.

## مناطق عمل المفوضية
يعمل موظفو المفوضية في حوالي 125 بلداً حول العالم، بدءاً بالعواصم الرئيسية وصولاً إلى المناطق النائية والصعبة حيث يقدم الموظفون الميدانيون المساعدة المباشرة إلى المستضعفين من ضحايا النزوح. ولدى المفوضية مكاتب في البلدان المانحة في كافة أنحاء العالم وحيثما يتوافد اللاجئون، حيث تعمل بشكل وثيق مع الحكومات لضمان احترام اتفاقية 1951 الخاصة بوضع اللاجئين.
ويصل عدد الموظفين في المقر الرئيسي بجنيف الذين انخفض عددهم إلى ما يزيد قليلاً عن 9 في المائة من مجموع موظفي المفوضية في خطوة نحو اللامركزية والاقتراب بشكل أكبر من الأشخاص الذين تقدم لهم المساعدة. ويقوم المقر الرئيسي، جنباً إلى جنب مع المركز العالمي للخدمات في بودابست بالمجر، بتأمين الدعم لباقي مكاتب المفوضية، بما في ذلك المهام الإدارية الرئيسية. غير أن 85 في المائة من الموظفين يعملون في الميدان.
يعمل العدد الأكبر من موظفي المفوضية في آسيا وأفريقيا، القارتين اللتين تستقبلان وتولدان في آن معاً العدد الأكبر من اللاجئين والنازحين داخلياً. ويعيش العديد من هؤلاء في مواقع معزولة ويعملون في ظلّ ظروف صعبة - وفي أحيان كثيرة تكون خطيرة.
يتمركز العدد الأكبر من عمليات المفوضية في أفغانستان وكولومبيا وجمهورية الكونغو الديمقراطية ومالي وباكستان وسوريا والأردن ولبنان وتركيا والعراق.

## المفوض السامي

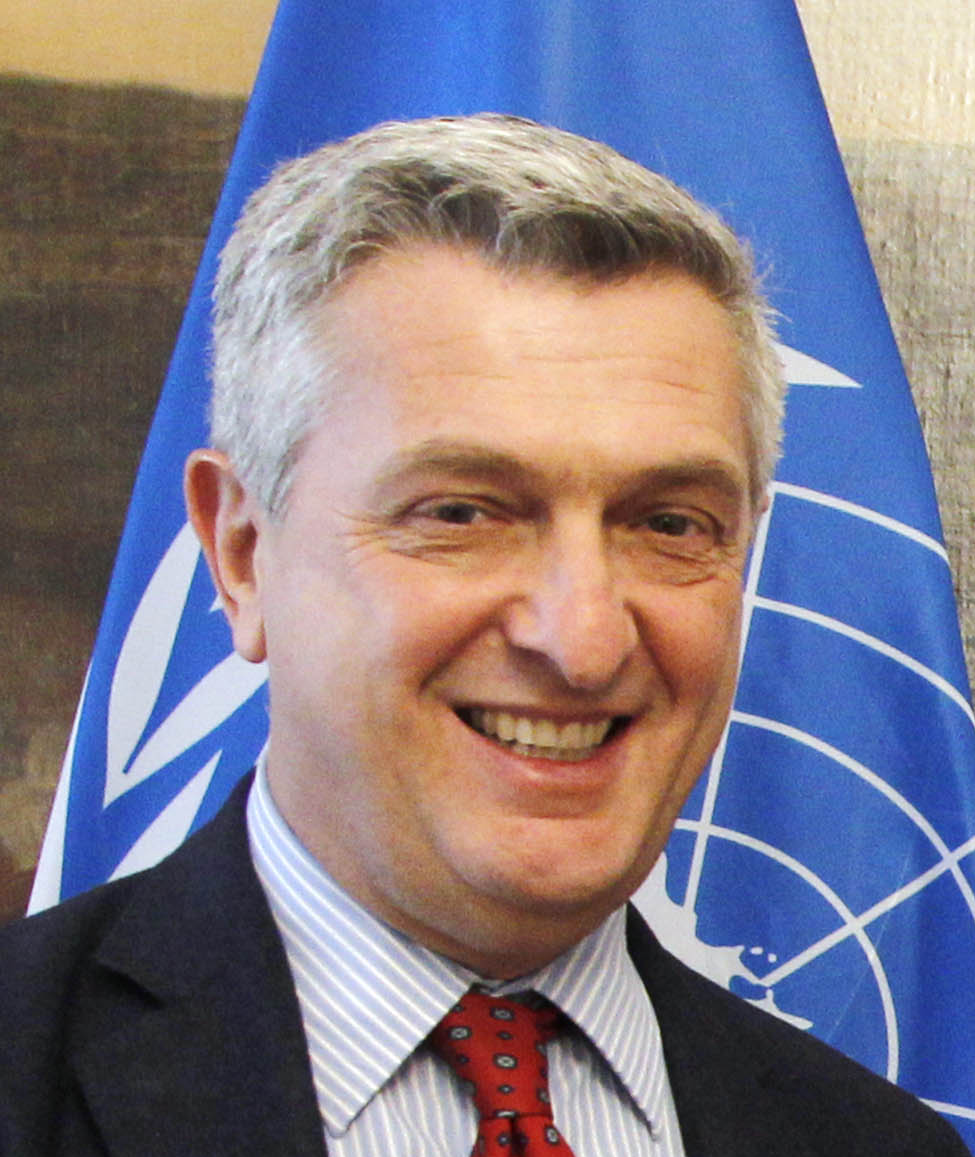
فيليبو جراندي

أصبح فيليبو جراندي المفوض السامي للأمم المتحدة لشؤون اللاجئين الحادي عشر في 1 يناير/كانون الثاني 2016. وقد تم انتخابه من قبل الجمعية العامة للأمم المتحدة لولاية مدتها خمسة أعوام، أي لغاية 31 ديسمبر/كانون الأول 2020.
وبصفته مفوضاً سامياً، فسوف يرأس السيد جراندي إحدى أكبر المنظمات الإنسانية في العالم. وقد حازت المفوضية على جائزة نوبل مرتين ويعمل موظفوها الذين يفوق عددهم 9,700 شخص في 126 دولة ويوفرون الحماية والمساعدة لحوالي 60 مليون لاجئ وعائد ونازح داخلياً وشخص عديم الجنسية. ويعمل حوالي 88 في المئة من موظفي المفوضية في الميدان، وغالباً في مواقع تكثر فيها الصعوبات والمخاطر. وتبلغ ميزانية المنظمة لعام 2016 والقائمة على الاحتياجات 6.5 مليار دولار أميركي.
وقبل انتخابه مفوضاً سامياً، عمل غراندي في مجال التعاون الدولي لأكثر من 30 عاماً، مركزاً على العمل الإنساني والخاص بحالات اللجوء. وشغل منصب المفوض العام لوكالة الأمم المتحدة لغوث وتشغيل اللاجئين الفلسطينيين في الشرق الأدنى (الأونروا)، بين الأعوام 2010 و 2014. وقد تولى قبل ذلك منصب نائب الممثل الخاص للأمين العام لبعثة الأمم المتحدة للمساعدة في أفغانستان، بعد أعوام طويلة بدأها بالعمل مع المنظمات غير الحكومية، ثمّ مع المفوضية السامية للأمم المتحدة لشؤون اللاجئين في إفريقيا وآسيا والشرق الأوسط، وفي مقرها في جنيف.
ويحمل السيد غراندي المولود في ميلانو عام 1957 شهادة في التاريخ الحديث من جامعة ميلانو وإجازة في الفلسفة من الجامعة الغريغورية في روما وشهادة دكتوراه فخرية من جامعة كوفنتري.

## مهامها
تقضي ولاية المفوضية بقيادة وتنسيق العمل الدولي الرامي إلى حماية اللاجئين وحلّ مشاكلهم في كافة أنحاء العالم. وتكمن غاية المفوضية الأساسية في حماية حقوق ورفاه اللاجئين. كما تسعى المفوضية لضمان قدرة كل شخص على ممارسة حقه في التماس اللجوء والعثور على ملاذ آمن في دولة أخرى، مع إمكانية اختيار العودة الطوعية إلى الوطن أو الاندماج محلياً أو إعادة التوطين في بلد ثالث. كما أن للمفوضية ولاية من أجل مساعدة الأشخاص عديمي الجنسية.
وعلى مدى أكثر من خمسة عقود، قامت المفوضية بتوفير المساعدة لعشرات الملايين من الأشخاص على بدء حياتهم من جديد. واليوم، يستمر موظفو المفوضية البالغ عددهم أكثر من 7,600 شخصاً والموزعين على 125 بلداً، يقدمون المساعدة لملايين الأشخاص.
ويتمركز عمل المفوضية في مساعدة الفئات التالية:
1. اللاجئون.
2. طالبو اللجوء.
3. الأشخاص النازحون داخليًا.
4. عديمو الجنسية.

## المهمات العامة للمفوضية

### توفير الحماية

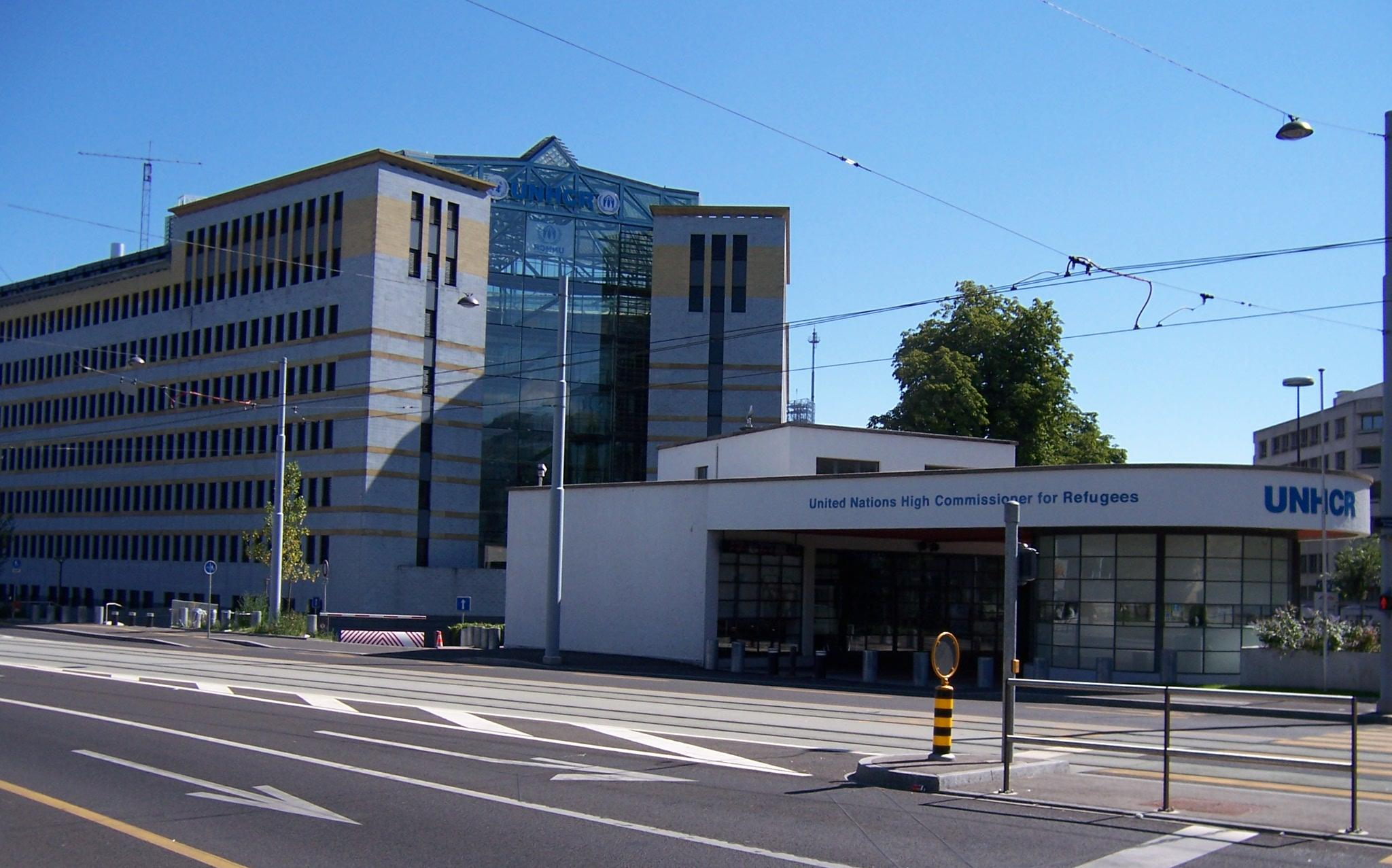
مفوضية الأمم المتحدة لشؤون اللاجئين

يعمل موظفو المفوضية، في الكثير من البلدان، جنباً إلى جنب مع الشركاء الآخرين في مجموعة متنوعة من المواقع، بدءاً من العواصم وصولاً إلى المخيمات النائية والمناطق الحدودية. ويسعون لتعزيز أو توفير الحماية القانونية والجسدية والحدّ من خطر العنف - بما في ذلك الاعتداء الجنسي - الذي يتعرض له العديد من اللاجئين حتى في بلدان اللجوء. كما يعمل موظفو المفوضية على توفير حد أدنى من المأوى والغذاء والماء والرعاية الطبية في أعقاب أي نزوح جماعي، مع أخذ الاحتياجات الخاصة للنساء والأطفال والمسنين والمعوقين بعين الاعتبار.

### الاستجابة للطوارىء
غالباً ما تواجه المفوضية حالات طوارئ مفاجئة، تتطلب استجابة فورية، كاندلاع قتال يتسبب بفرار عشرات الآلاف من الأشخاص من منازلهم أو زلزال مدمر يؤدي إلى نزوح مئات الآلاف من السكان. ويعني ذلك أنه يتعين على المفوضية أن تكون قادرة على تأمين المساعدات والخبراء بشكل عاجل في المناطق المتضررة دون أي تأخير. وغالباً ما يشكل تقديم المساعدة الطارئة للمدنيين الفارين من منازلهم الخطوة الأولى باتجاه توفير الحماية وإعادة التأهيل على المدى الطويل.
وللتأهب لحالات الطوارئ والاستجابة لها، قامت المفوضية بتجميع فرق من الأشخاص الذين يتمتعون بطائفة واسعة من المهارات الأساسية والمستعدين للانتشار في أي بقعة من العالم وفي أي لحظة. كما قامت المفوضية بإنشاء مخازن لحالات الطوارئ في كوبنهاغن ودبي تضم مواداً غير غذائية مكملة للمساعدات المحلية في المناطق المحتاجة. كما أننا عقدنا اتفاقات طويلة الأمد مع وكلاء شحن وشركات لوجستية، وطورنا شبكة عالمية من الموردين والوكالات المتخصصة والشركاء.
وهذا يعني أن المفوضية قادرة في أي وقت من الأوقات على التصدي لأي حالة طوارئ جديدة يطال تأثيرها ما يصل إلى 500,000 شخص. كما يمكن للمفوضية حشد أكثر من 300 موظف مدرب في غضون 72 ساعة؛ حيث يندرج هؤلاء الخبراء في قائمة فريق الاستجابة للطوارئ. وقد وضعت المفوضية أيضاً آليات للتعبئة الفورية للموارد المالية للمساعدة على تلبية احتياجات الاستجابة لحالات الطوارئ دون أي تأخير.
وللمحافظة على هذه القدرة والتأهب، قامت المفوضية بإعداد برامج تدريبية تقام على فترات منتظمة. وتشمل هذه البرامج ورشة العمل (دورة تدريبية) عن إدارة حالات الطوارئ والتي تجهز كافة المتطوعين المندرجين في قوائم فريق الاستجابة للطوارئ. وتعقد ورشة العمل هذه والتي تستمر أسبوعاً كاملاً أربع مرات في السنة، لنحو 40 شخصاً، حيث يتم خلالها بذل كافة الجهود الممكنة لتهيئة أجواء مشابهة تماماً لعملية انتشار فعلية خلال حالات الطوارئ. وتشمل الموضوعات الرئيسية بناء الفرق والتخطيط للعمليات والنظم المالية والإدارية والشراكات العملياتية ومهارات التواصل والتفاوض والأمن والتنسيق وتبادل المعلومات والاتصالات والحماية الإنسانية.
في هذه الأثناء، يساعد مركز المفوضية في طوكيو على تحسين قدرات التأهب للطوارئ والتصدي لها في منطقة آسيا والمحيط الهادئ من خلال التدريب المحدد الهدف وغيره من تدابير بناء القدرات. كما تساهم المفوضية في المبادرات المشتركة بين الوكالات الرامية إلى تعزيز الإنذار المبكر والتأهب.

### تقديم المساعدة
من توفير المساعدة المنقذة للحياة إلى المأوى والرعاية الصحية والمياه والتعليم وغير ذلك.
يحتاج الأشخاص المجبرون على الفرار من منازلهم والبحث عن ملاذ آمن في بلد آخر أو منطقة أخرى داخل بلدهم للمساعدة بشكل دائم. ويغادر معظم اللاجئين والنازحين داخلياً منازلهم وليس بجعبتهم إلا القليل أو لاشيء على الإطلاق. وحتى أولئك الذين يمتلكون بعض الموارد فهم سرعان ما يستنفدونها خلال فترة قصيرة. وتقدّم المفوضية مع شركائها مساعدة حيوية تتخذ أشكالاً عديدة. فنحن نقدم أولاً المساعدات الطارئة المنقذة للحياة من خلال تأمين المياه النظيفة والصرف الصحي والرعاية الصحية، فضلاً عن مواد الإيواء وغيرها من مواد الإغاثة، مثل البطانيات والفرش وأوعية المياء والمستلزمات المنزلية وأحياناً المواد الغذائية. ومن المساعدات الحيوية الأخرى التي نقدمها أو نساعد على توفيرها، تسجيل اللاجئين وتقديم المساعدة والمشورة بشأن طلبات اللجوء والتعليم والإرشاد. وتمتد المساعدات التي تقدمها المفوضية للأشخاص العائدين إلى ديارهم - إذ نقوم بترتيب النقل الجوي والبحري والبري كما نزود العائدين ببعض الدعم على شكل حزم مساعدة. وتشارك المفوضية في برامج الإدماج المحلي أو إعادة الإدماج، بما في ذلك المشاريع المدرة للدخل وترميم البنية التحتية وغيرها من المساعدات.

### تقديم الحلول الدائمة
حلول رئيسية ثلاثة وهي: العودة الطوعية والإدماج المحلي وإعادة التوطين.
في حين أن الغاية الرئيسية للمفوضية تكمن في حماية حقوق اللاجئين ورفاههم، غير أن هدفنا الأساسي يقضي بالمساعدة على إيجاد حلول دائمة من شأنها السماح للاجئين بإعادة بناء حياتهم بكرامة وسلام. وهناك ثلاثة حلول متاحة أمام اللاجئين حيث يمكن للمفوضية المساعدة على تحقيقها وهي: العودة الطوعية إلى الوطن؛ الاندماج المحلي؛ أو إعادة التوطين في بلد ثالث في الحالات التي يستحيل فيها على الشخص العودة إلى دياره أو البقاء في البلد المضيف. وتساعد المفوضية في كل عام على تحقيق أحد هذه الحلول الدائمة للاجئين في كافة أنحاء العالم. غير أن هذه الحلول لا تلوح في الأفق بالنسبة لملايين اللاجئين وعدد أكبر من النازحين داخلياً. ولطالما عمدت المفوضية إلى تسليط الضوء على هذه الحالات التي طال أمدها في محاولة منها لتحفيز التحرك نحو إيجاد الحلول. وفي العديد من الحالات، يؤدي غياب الحلول الأطول أجلاً إلى تفاقم مشاكل الحماية.

### تقييم الاحتياجات العالمية
في العام 2009، أطلقت المفوضية، على مستوى عالمي، تقييماً للاحتياجات العالمية يهدف إلى تحديد الاحتياجات الحقيقية للاجئين والنازحين داخلياً وكذلك تكاليف تلبية تلك الاحتياجات والعواقب المترتبة على أي ثغرات. ويشكل هذا التقييم حالياً جزءاً لا يتجزأ من النهج الذي تتبعه المفوضية في رسم وتخطيط عملياتها في كافة أنحاء العالم.
وبدأت فكرة تقييم الاحتياجات العالمية كمشروع تجريبي في العام 2008 في ثماني دول وهي: الكاميرون والإكوادور وجورجيا ورواندا وتنزانيا وتايلاند واليمن وزامبيا. وقد خلص هذا التقييم إلى وجود ثغرات في مجالات عدة، بما في ذلك الإيواء والصحة والتعليم والأمن الغذائي والصحة العامة والحد من العنف الجنسي. وتبين أن ما يقرب من ثلث تلك الاحتياجات التي لم تتم تلبيتها هي من الخدمات الأساسية والضرورية.
يشكّل تقييم الاحتياجات العالمية مخططاً يتم الاستناد إليه في عملية التخطيط والعمل ويتيح للجهات المانحة الحصول على صورة بالغة الدقة عن الاحتياجات وعن آثار الدعم الذي تقدمه تلك الجهات.

### جمع التبرعات
يتمّ تمويل المفوضية بشكل شبه كامل من خلال تبرعات مباشرة وطوعية - يأتي معظمها من الدول المانحة. ونتلقى مساهمات مهمة من المنظمات غير الحكومية والقطاع الخاص، بما في ذلك المؤسسات والشركات الاستئمانية والأفراد. كما تستفيد المفوضية من إعانة سنوية صغيرة عن طريق الميزانية العادية للأمم المتحدة، حيث تستخدم لتغطية التكاليف الإدارية. وهذا يعني أنه يجب على المفوضية أن تتنافس مع غيرها من الوكالات الإنسانية، بما في ذلك منظمات الأمم المتحدة الشقيقة، من أجل الحصول على مبلغ محدود من التمويل الإنساني. وقد بات الوضع أكثر صعوبة مع بداية الأزمة الاقتصادية العالمية وارتفاع الأسعار وتوجّه كل الحكومات والشركات المانحة نحو إحكام السيطرة على ميزانيات المعونة المحدودة.
لهذا السبب، من المهم أن تمتلك المنظمات فرق عمل على درجة عالية من الاحتراف والمعرفة والتفاني لحشد الموارد، كتلك التي تتمتع بها المفوضية والتي ساعدتها على تحقيق أهدافها خلال السنوات الأخيرة، مع اشتداد درجة المنافسة.
ويقوم قسم العلاقات مع المانحين وتعبئة الموارد بالتنسيق بشكل وثيق مع الحكومات من أجل حشد الموارد وإطلاع هذه الجهات المعنية الرئيسية على الاحتياجات وأوجه استخدام الأموال التي تتبرع بها. وتقوم وحدة التمويل القائم على القطاع الخاص بدور مماثل، إذ تتواصل مع المنظمات غير الحكومية والشركات الاستئمانية والمؤسسات والمانحين من القطاع الخاص. وقد تمكنت هذه الوحدة من جمع ما يناهز الـ50 مليون دولار أميركي خلال العام 2008.
وتلتمس المفوضية التبرعات في كل عام لتمويل ميزانيتها البرامجية السنوية، والتي تشمل البرامج الداعمة للعمليات العادية. غير أن المفوضية تطلق أيضاً نداءات تكميلية على مدار السنة للحصول على تمويل إضافي لحالات الطوارئ الجديدة التي لا يمكن التنبؤ بها.
وعلى الرغم من أن متطلبات التمويل لبرامج المفوضية قد تزداد خلال السنة، غير أن برنامج تقييم الاحتياجات العالمية الذي تقوم به المفوضية يهدف إلى أن يحدد على نحو شامل التمويل اللازم لتغطية كامل الاحتياجات.
ويمكن للأفراد أو المؤسسات أن يساهموا في تقديم التبرعات اللازمة للمفوضية، من خلال الموقع المعتمد للتبرع.

## سفراء النوايا الحسنة
يعكس سفراء النوايا الحسنة، جنباً إلى جنب مع المفوض السامي، الوجه العام للمفوضية. ورغم قلة عددهم، إلا أنهم يساعدون المفوضية على الوصول إلى كافة أنحاء العالم من خلال شهرتهم وشعبيتهم ونفوذهم ومثابرتهم على العمل. ويتمتع كل من مصمم الأزياء الإيطالي جورجيو أرماني والمبعوثة الخاصة أنجلينا جولي، التي زارت أكثر من 20 بلداً منذ تاريخ تعيينها سفيرة للنوايا الحسنة في العام 2001، بشهرة وانتشار عالميين. كما يتمتع آخرون بمعجبين أوفياء ومتحمسين على الصعيدين الوطني والإقليمي. لدى معظم وكالات الأمم المتحدة الإنسانية سفراء للنوايا الحسنة؛ والمتطلب الأساسي لتولي هذا المنصب هو امتلاك الرغبة الحقيقية في مساعدة الأشخاص المحتاجين. إن سفراء النوايا الحسنة للمفوضية هم جميعاً أشخاص إما أن يكونوا قد سبق لهم العمل مع المفوضية أو أبدوا اهتماماً فائقاً بشؤون اللاجئين قبل توليهم هذا المنصب. ويجب أن يحظى هؤلاء بموافقة المفوض السامي قبل أن يتم تعيينهم رسمياً من قبل الأمين العام للأمم المتحدة. وعادة ما يوقعون عقداً لعدد معيّن من السنوات.
سفراء المفوضية السامية للأمم المتحدة لشؤون اللاجئين في العالم العربي:
- الممثل المصري عادل إمام
- السباحة السورية يسرى مارديني

## وصلات خارجية
- الموقع الرسمي